# Цнісі
Цнісі (груз. წნისი) — село в Грузії.
За даними перепису населення 2014 року в селі проживає 613 осіб.